# Поль Ібо
Поль Ібо (фр. Paul Ibos; 18 серпня 1919, Сайгон, Французький Індокитай — 12 березня 2015, Версаль, департамент Івлін, Франція) — учасник Другої світової війни, командор ордена Почесного легіону, соратник Визволення, до моменту смерті був останнім льотчиком бомбардувальної ескадрильї «Лотарингія» серед тих хто вижив.

## Біографія
Ібо народився у Сайгоні у сім'ї французького генерала, який командував морською піхотою. Після повернення сім'ї на батьківщину навчався у ліцеях у Парижі та Тулузі. 1 жовтня 1939 року, після початку Другої світової війни, вступив добровольцем у частині французьких ПС. Однак взяти участь у війні не вдалося — його частина стояла у Шатору у центральній Франції. У травні 1940 року Ібо направили у навчальний центр бомбардувальної авіації у Тулузі, але вже 22 червня, після німецького бліцкригу, Франція зазнала поразки та вийшла з війни.
Ібо разом з двома товаришами, на прізвище Лабі та Фора, вдалося роздобути фальшиві польські паспорти, перебратися по них до сусідньої Іспанії, а потім через Португалію відплисти до Лондона, де генерал Де Голль вже формував підрозділи «Вільної Франції» для подальшої битви за звільнення країни. У серпні Ібо дістався Англії, отримав звання молодшого лейтенанта та був направлений на навчання до британської льотної школи в Одігемі.
Попри бажання Ібо стати пілотом, його зарахували на курс «спостерігачів». У квітні 1941 року, після закінчення школи, його зарахували до ПС «Вільної Франції» та перекинули у Такораді на територію сучасної Гани, яка була тоді британською колонією. Тут мали сформувати авіаційну бомбардувальну групу № 2 під командуванням Жоржа Гумена, яка на поставлених із США літаках Glenn Martin мала виконувати бойові завдання. Однак після прибуття на місце з'ясувалося, що літаки перевозилися через океан у розібраному вигляді та спочатку їх необхідно зібрати під керівництвом британських механіків.
У вересні 1941 року було сформовано бомбардувальну ескадрилью «Лотарингія». Ібо у її складі брав участь у бойових діях біля Лівії як льотчик-спостерігач. У листопаді 1941 року за успішне виконання бойового завдання йому було оголошено подяку у наказі. У червні 1942 року він отримав звання лейтенанта, того ж року закінчив льотну школу у Дамаску й отримав довгоочікуване посвідчення пілота. У січні 1943 року разом з ескадрильєю перебазувався на аеродром Форт-Бридж в Англії. З цього моменту брав участь у бойових діях на Західному фронті, бо літак неодноразово перелітав Ла-Манш для бомбардування нацистських позицій на території Франції. Під час одного з таких польотів Поль Ібо отримав поранення.
У червні 1944 року отримав звання капітана, у серпні був переведений до штабу ПС «Вільної Франції» у Лондоні. 20 листопада Шарль Де Голль прийняв Поля Ібо у члени ордена Визволення — за всю історію цієї нагороди її отримали лише 1038 осіб, з них 271 посмертно. У березні 1946 року пішов у відставку. За час війни капітан Ібо здійснив 74 бойові вильоти.
Після війни працював заступником директора в авіаційній компанії UAT, яка пізніше була перейменована в UTA. Аж до моменту своєї смерті у березні 2015 року Поль Ібо залишався останнім живим ветераном «Лотарингії».

## Реакція
Президент Французької Республіки Франсуа Олланд відгукнувся на смерть Поля Ібо, заявивши: «Наша країна втратила героя Другої світової війни, Соратники Визволення втратили свого товариша зі зброї, а французька авіація втратила великого пілота».
Новина про смерть Поля Ібо була опублікована в офіційній «Російській газеті».

## Нагороди
- Командор ордену Почесного легіону
- Соратник Визволення з 20 листопада 1944 року
- Воєнний хрест (1939—1945)
- Колоніальна медаль із плашкою «Лівія»[5]